# The Mirror (film, 2013)
Pour les articles homonymes, voir The Mirror.
Pour plus de détails, voir Fiche technique et Distribution.
The Mirror ou Oculus au Québec, en Belgique et en Suisse est un film d'horreur américain réalisé par Mike Flanagan et sorti en 2013. Il s'agit d'une adaptation du court métrage Oculus: Chapter 3 – The Man with the Plan du même réalisateur.
Avant sa sortie mondiale en 2014, le film est diffusé en avant-première au festival international du film de Toronto 2013. En France, le film est sorti directement en vidéo en 2015 après avoir été diffusé au festival international du film fantastique de Gérardmer la même année.
Le débute alors que Tim Russell retrouve la liberté après avoir passé dix ans en institut psychiatrique pour avoir abattu dans son enfance, son père qui venait d'assassiner sa mère. Il souhaite enfin passer à autre chose mais sa sœur aînée, Kaylie, continue à vouloir enquêter sur les événements mystérieux s'étant déroulé lors de la mort de leurs parents. Elle retrouve donc le miroir antique que sa famille possédait à l'époque et qui, selon elle, aurait provoqué la mort mystérieuse de nombre de ses propriétaires et fait tomber leurs parents dans une folie meurtrière. Elle installe de multiples dispositifs pour enregistrer les manifestations du miroir qui petit à petit, semble pouvoir influencer la perception de Tim et Kaylie. Ces enregistrements devaient se terminer par la destruction du miroir mais celui-ci se protège, en laissant croire que ce sont les protagonistes qui sont meurtriers et déments.

## Synopsis
Le film se déroule à deux époques différentes : le présent et 11 ans plus tôt. Les deux histoires sont racontées en parallèle par le biais de flashbacks. En 2002, l'ingénieur en informatique Alan Russell emménage dans une nouvelle maison avec sa femme Marie, son fils de 10 ans, Tim, et sa fille de 12 ans, Kaylie. Alan achète un miroir antique pour décorer son bureau. Le miroir commence à leur causer des hallucinations : Marie est hantée par les visions de son propre corps en décomposition, tandis qu'Alan est séduit par une femme fantôme nommée Marisol, qui a des miroirs à la place des yeux.
Avec le temps, les parents deviennent psychotiques ; Alan s'isole dans son bureau et Marie devient repliée sur elle-même et paranoïaque. Toutes les plantes de la maison meurent, et le chien de la famille disparaît après avoir été enfermé dans le bureau avec le miroir. Après que Kaylie a vu Alan avec Marisol, elle le dit à sa mère et les parents se disputent. Un soir, Marie devient folle et tente de tuer ses enfants, mais Alan l'enferme. Quand la famille manque de nourriture, les enfants se rendent compte que leur père est sous l'influence du miroir, alors Kaylie va chercher de l'aide auprès de leur mère, et la trouve enchaînée au mur, agissant comme un animal. Kaylie et Tim essaient de demander de l'aide à leurs voisins, qui ne croient pas à leurs histoires. Lorsque Kaylie tente d'utiliser le téléphone, elle découvre que la même voix répond à tous ses appels.
Une nuit, Alan délivre Marie, et les deux parents attaquent les enfants. Marie revient brièvement à la raison, pour être abattue par Alan. Les enfants essaient de détruire le miroir, mais celui-ci leur fait croire qu'ils frappent le miroir alors qu'ils frappent le mur. Alan vit également un moment de lucidité et se tue en forçant Tim à appuyer sur la détente du pistolet et à le tuer. Avant de mourir, il supplie les enfants de courir, mais Marisol et les autres victimes du miroir apparaissent comme d'horribles fantômes. La police arrive et emmène Tim en garde à vue. Avant que Tim et Kaylie ne soient séparés, ils promettent de se retrouver une fois adultes et de détruire le miroir. Alors que Tim est emmené, il voit les fantômes de ses parents le regarder depuis la maison.
Onze ans plus tard, Tim sort d'un hôpital psychiatrique, ayant fini par croire que le décès de ses parents n'est lié à aucun événement surnaturel. Kaylie a passé la plus grande partie de sa vie de jeune adulte à faire des recherches sur l'histoire du miroir. Utilisant son poste d'employée d'une société de vente aux enchères, elle obtient l'accès au miroir et le fait transporter jusqu'à la maison familiale, où elle le place dans une pièce remplie de caméras de surveillance et d'un dispositif qui fera basculer un grand pendule pointu sur le miroir sauf s'il est arrêté toutes les trente minutes. Kaylie a l'intention de détruire le miroir, mais veut d'abord documenter ses pouvoirs, prouvant ainsi l'innocence de Tim.
Kaylie raconte à Tim l'histoire du miroir, qui a causé la mort de 45 de ses anciens propriétaires. Tim tente de convaincre Kaylie qu'elle a tort et ils se disputent. Lorsqu'ils remarquent que les plantes d'intérieur commencent à se flétrir, ils passent en revue les images de la caméra et se voient exécuter des actions dont ils n'ont aucun souvenir, manifestement sous l'influence d'une force surnaturelle inexpliquée, qui émane de l'objet. Tim accepte finalement que le miroir a un pouvoir maléfique et tente de s'échapper de la maison avec Kaylie, mais tous les deux sont retenus par l'emprise du miroir. Alors qu'elle est en proie à une nouvelle hallucination de sa mère qui l'attaque, Kaylie la poignarde dans le cou, pour se rendre compte qu'elle a finalement blessé mortellement Michael, son fiancé venu lui rendre visite. Ils tentent de joindre la police, mais ne parviennent qu'à joindre cette même personne qui leur répondait au téléphone lorsqu'ils étaient enfants. Tim active le dispositif, réalisant trop tard que Kaylie se tenait en fait devant le miroir, après une ultime hallucination pensant qu'elle parlait à sa mère, et tue ainsi sa sœur. La police arrive et arrête un Tim hystérique. Tim affirme que le miroir est responsable, comme lorsqu'il était enfant. Alors qu'il est emmené, Tim voit le fantôme de Kaylie debout dans la maison avec ses parents.

## Fiche technique
- Titre original, québécois, belge et suisse : Oculus
- Titre français : The Mirror
- Réalisation : Mike Flanagan
- Scénario : Mike Flanagan et Jeff Howard
- Musique : The Newton Brothers
- Direction artistique : Russell Barnes
- Décors : Elizabeth Boller
- Costumes : Lynn Falconer
- Photographie : Michael Fimognari
- Montage : Steve Mirkovich
- Production : Marc D. Evans et Trevor Macy
- Sociétés de production : Blumhouse Productions, WWE Studios, Intrepid Pictures et MICA Entertainment
- Société(s) de distribution : Relativity Media (États-Unis), VVS Films (Canada), TF1 Vidéo (France)
- Budget : 5 millions de dollars[1]
- Pays de production :  États-Unis
- Langue : anglais
- Format : Couleurs - 35 mm - 2.35:1 - Son Dolby numérique
- Genre : horreur
- Durée : 103 minutes
- Dates de sortie :
  - Canada : 8 septembre 2013 (festival de Toronto) ; 11 avril 2014 (nationale)
  - États-Unis, Canada : 11 avril 2014
  - Belgique : 4 juin 2014
  - France : 1er février 2015 (festival international du film fantastique de Gérardmer 2015) ; 5 mars 2015 (vidéo à la demande) ; 15 avril 2015 (nationale, directement en vidéo)
- Classification :
  - États-Unis : R - Restricted (Interdit aux moins de 17 ans non accompagnés d'un adulte)
  - Québec : 13+ (Interdit aux moins de 13 ans non accompagnés d'un adulte)
  - France : Interdit aux moins de 12 ans

## Distribution
- Karen Gillan (VQ : Kim Jalabert) : Kaylie Russell
- Brenton Thwaites (VQ : Gabriel Lessard) : Tim Russell
- Rory Cochrane (VQ : Gilbert Lachance) : Alan Russell
- Katee Sackhoff (VQ : Mélanie Laberge) : Marie Russell
- Annalise Basso (VQ : Ludivine Reding) : Kaylie jeune
- Garrett Ryan (VQ : Clifford Leduc-Vaillancourt) : Tim jeune
- James Lafferty (VQ : Alexis Lefebvre) : Michael Dumont
- Miguel Sandoval (VQ : Jacques Lavallée) : le Dr Graham
- Katie Parker : Annie
- Kate Siegel : Marisol Chavez

Source et légende: Version québécoise (VQ) sur Doublage Québec

## Production
Le film est tiré d'un court-métrage de Mike Flanagan, lui aussi nommé Oculus et datant de 2005. Les producteurs intéressés initialement voulaient que le film soit tourné à la façon d'un found footage mais Flanagan s'y est opposé et a attendu d'avoir une offre lui permettant de tourner le film à sa manière. Afin de développer l'idée de son court-métrage pour l'adapter à la durée d'un long métrage, Flanagan a décidé d'écrire deux histoires se déroulant à deux époques différentes mais de les entrecroiser afin « de créer un effet de distorsion et de désorientation similaire pour le spectateur à celui éprouvé par Tim et Kaylie ». Flanagan, inspiré en cela par les récits de H. P. Lovecraft, a choisi de ne pas expliquer l'origine du miroir, affirmant à ce sujet que « le mal n'a pas forcément d'explication ». Le tournage s'est déroulé à Fairhope (Alabama) en octobre 2012 et a duré trois semaines.

## Accueil
Le film a reçu des critiques globalement favorables, recueillant 73 % de critiques positives, avec une note moyenne de 6,5/10 et sur la base de 133 critiques collectées, sur le site agrégateur de critiques Rotten Tomatoes. Sur Metacritic, il obtient un score de 61/100 sur la base de 28 critiques collectées.
Le film est un succès au box-office américain, récoltant plus de 27 millions de dollars. Dans le reste du monde, le film a récolté plus de 16 millions de dollars, ce qui lui permet d'atteindre les 44 millions de dollars et de largement rembourser son budget de 5 millions de dollars.

## Distinctions

### Récompenses
- Festival international du film de Toronto 2013 : Prix du public (deuxième place) (sélection « Midnight Madness »)

### Nominations
- Empire Award du meilleur film d'horreur 2015